# Holmtjärnen (Järna socken, Dalarna)
Holmtjärnen är en sjö i Vansbro kommun i Dalarna och ingår i Dalälvens huvudavrinningsområde.